# Taseq Ammalortoq
Taseq Ammalortoq är en sjö i Qaqortoq på Grönland.